# Cyréalis
La société Cyréalis a été fondée en 2000 par Jerry Nieuviarts, Vincent Ramarques, Nicolas Rosset, Saïd Saad et François Souvignon, à la suite de la création du site internet Clubic.
Selon une étude Médiamétrie/NetRatings, cette PME était le 32e groupe internet en France fin 2007[réf. incomplète].
Le 30 avril 2008, la société M6 Web, filiale du groupe M6, rachète 100 % de la société Cyréalis aux fondateurs qui quitteront progressivement l'aventure.
Tous ses actifs transférés à M6 Web, la société est finalement radiée le 5 janvier 2009[réf. incomplète].

## Sites internet du groupe Cyréalis
(juillet 2014).
- Clubic, un magazine en ligne d'actualité informatique et multimédia (lancement en 2000).
- AchetezFacile, un comparateur de prix en ligne (lancement en 2002)
- Jeuxvideo.fr, un magazine en ligne d'information sur les jeux vidéo (acquisition en 2005[4], fermeture en 2015).
- NetEco et Mobinaute, magazines en ligne d'information sur l'e-business et la mobilité (acquisition en 2005[5]).
- Ozap.com, site consacré à l'actualité des medias et au divertissement (acquisition en 2007, détenu à 50 %[6])

## Achetezfacile
AchetezFacile est un comparateur de prix lancé en 2002. Il démarra sur la thématique high tech avant de s'élargir à l'ensemble des catégories de shopping au fil des années. Sa technologie est également utilisée par les comparateurs de prix intégrés sur les sites du groupe M6 dont Clubic et Deco.fr.

## NetEco et Mobinaute
NetEco (initialement NetEconomie.fr puis Neteconomie.com) était un site web français de presse en ligne. Il fut fondé en janvier 1999 par Jérôme Bouteiller, Patrice Nordey et Jérôme Chaudeurge. Consacré à l'économie d'Internet, le titre couvrait l'actualité du commerce électronique, de l'Internet mobile ou encore de la gestion de l'information dans l'entreprise. Il se rapprochera en 2001 de Webfaster lancé par Alexandre Habian. Ensemble, ils donneront naissance à Mobinaute.com en 2004 consacré à l'actualité mobile.
Après sept années d'indépendance, les sites sont rachetés en septembre 2006 par la société Cyrealis. En 2010, ils disparaissent pour être intégrés à Clubic sous l'appellation Clubic Pro.